# Бабайковка
Баба́йковка (укр. Бабайківка) — село, Бабайковский сельский совет, Царичанский район, Днепропетровская область, Украина.
Код КОАТУУ — 1225680501. Население по переписи 2023 года составляло 1173 человека.
Является административным центром Бабайковского сельского совета, в который, кроме того, входят сёла Вербовое, Ивано-Яризовка, Кущёвка и Новостроевка.

## Географическое положение
Село Бабайковка находится на левом берегу реки Орель, ниже по течению на расстоянии в 1 км расположено село Новостроевка, на противоположном берегу — село Помазановка.
Примыкает к селу Кущёвка. На расстоянии в 2,5 км протекает канал Днепр — Донбасс.
Река в этом месте извилистая, образует лиманы, старицы и заболоченные озёра.

## История
- Село Бабайковка основано в начале XVIII века.
- Первое упоминание о селе в исторических документах относится к 1740 году[5].

## Экономика
- ООО «Украина».

## Объекты социальной сферы
- Школа.
- Детский сад.
- Амбулатория.
- Фельдшерско-акушерский пункт.
- Дом культуры.

## Достопримечательности
- Братская могила советских воинов.

## Люди, связанные с селом
- Багмут, Иван Андрианович — уроженец села 1907 года, украинский советский писатель, журналист и драматург.